# El Castell de Caseres
El Castell de Caseres és una obra medieval de Caseres (Terra Alta) declarada Bé Cultural d'Interès Nacional.

## Descripció
Hauria estat un casal medieval, possiblement una casa forta associada amb la comanda hospitalera d'Horta de Sant Joan. Es coneix la seva possible ubicació (sense massa exactitud) prop de l'església. En podrien quedar restes al subsol, si bé es desconeix si realment podria tenir algun element de fortificació.